# جاكوب ليتل
جاكوب ليتل (بالإنجليزية: Jacob Little)‏ هو خبير مالي أمريكي، ولد في 17 مارس 1794 في نيوبوريبورت في الولايات المتحدة، وتوفي في 28 مارس 1865 في نيويورك في الولايات المتحدة.